# Kampung Melayu (Bermani Ulu)
Kampung Melayu is een bestuurslaag in het regentschap Rejang Lebong van de provincie Bengkulu, Indonesië. Kampung Melayu telt 1691 inwoners (volkstelling 2010).